# Tamás Kiss
Tamás Kiss (Győr, 24 november 2000) is een Hongaars voetballer die als aanvaller voor Puskás Akadémia FC speelt.

## Carrière
Tamás Kiss speelde in de jeugd van Tét SE, Gyirmót FC Győr en Szombathelyi Haladás. Bij deze club debuteerde hij op 10 december 2016 tegen Videoton FC op zestienjarige leeftijd in de Nemzeti Bajnokság. In 2018 werd hij voor 650.000 euro verkocht aan Puskás Akadémia FC. Hier was hij een vaste basisspeler, maar deze plaats raakte hij in het seizoen 2019/20 kwijt. Zodoende werd hij de tweede seizoenshelft verhuurd aan competitiegenoot Diósgyőri VTK. Na zijn terugkeer werd hij weer een vaste basisspeler. In het seizoen 2021/22 werd hij verhuurd aan het naar de Eredivisie gepromoveerde SC Cambuur. Hij debuteerde in de Eredivisie op 21 augustus 2021, in de met 4-1 verloren uitwedstrijd tegen PSV. Enkele weken later scoorde hij in de 5-2 overwinning tegen Go Ahead Eagles zijn eerste en enige goal voor Cambuur. In de eerste seizoenshelft kwam hij tot een paar invalbeurten voor Cambuur, maar in de tweede seizoenshelft kwam hij nauwelijks meer in actie. Hierna keerde hij weer terug naar Puskás AFC.

### Statistieken
| Seizoen                       | Club                 | Land           | Competitie        | Competitie | Competitie | Beker | Beker | Europees | Europees | Totaal | Totaal |
| Seizoen                       | Club                 | Land           | Competitie        | Wed.       | Dlp.       | Wed.  | Dlp.  | Wed.     | Dlp.     | Wed.   | Dlp.   |
| ----------------------------- | -------------------- | -------------- | ----------------- | ---------- | ---------- | ----- | ----- | -------- | -------- | ------ | ------ |
| 2016/17                       | Szombathelyi Haladás | Hongarije      | Nemzeti Bajnokság | 4          | 0          | 0     | 0     | –        | –        | 4      | 0      |
| 2017/18                       | Szombathelyi Haladás | Hongarije      | Nemzeti Bajnokság | 12         | 4          | 0     | 0     | –        | –        | 12     | 4      |
| 2018/19                       | Puskás Akadémia FC   | Hongarije      | Nemzeti Bajnokság | 30         | 3          | 4     | 0     | –        | –        | 34     | 3      |
| 2019/20                       | Puskás Akadémia FC   | Hongarije      | Nemzeti Bajnokság | 10         | 0          | 3     | 3     | –        | –        | 13     | 3      |
| 2019/20                       | → Diósgyőri VTK      | Hongarije      | Nemzeti Bajnokság | 16         | 0          | 0     | 0     | –        | –        | 16     | 0      |
| 2020/21                       | Puskás Akadémia FC   | Hongarije      | Nemzeti Bajnokság | 32         | 3          | 3     | 1     | 1        | 0        | 36     | 4      |
| 2021/22                       | Puskás Akadémia FC   | Hongarije      | Nemzeti Bajnokság | 2          | 0          | 0     | 0     | 4        | 0        | 6      | 0      |
| 2021/22                       | → SC Cambuur         | Nederland      | Eredivisie        | 11         | 1          | 2     | 0     | –        | –        | 13     | 1      |
| 2022/23                       | Puskás Akadémia FC   | Hongarije      | Nemzeti B.        | 13         | 0          | 2     | 0     | 2        | 0        | 17     | 0      |
| Carrièretotaal                | Carrièretotaal       | Carrièretotaal | Carrièretotaal    | 130        | 11         | 14    | 4     | 7        | 0        | 151    | 15     |
| Bijgewerkt op 3 november 2022 |                      |                |                   |            |            |       |       |          |          |        |        |

### Interlandcarrière
Tamás Kiss doorliep alle Hongaarse jeugdselecties. In november 2021 werd hij door bondscoach Marco Rossi voor het eerst geselecteerd voor het Hongaars voetbalelftal voor twee kwalificatiewedstrijden voor het WK 2022. Hij maakte zijn debuut in de met 4-0 gewonnen thuiswedstrijd tegen San Marino. Hij viel in de 73e minuut in voor Dániel Gazdag. In de uitwedstrijd tegen Polen viel hij ook in, ditmaal voor Szabolcs Schön. Kiss gaf in de 80e minuut de assist op de winnende 1-2 van Gazdag.
| Interlands van Tamás Kiss voor Hongarije | Interlands van Tamás Kiss voor Hongarije | Interlands van Tamás Kiss voor Hongarije | Interlands van Tamás Kiss voor Hongarije | Interlands van Tamás Kiss voor Hongarije | Interlands van Tamás Kiss voor Hongarije |
| №                                        | Datum                                    | Wedstrijd                                | Uitslag                                  | Soort wedstrijd                          | Doelpunten                               |
| Als speler bij SC Cambuur                | Als speler bij SC Cambuur                | Als speler bij SC Cambuur                | Als speler bij SC Cambuur                | Als speler bij SC Cambuur                | Als speler bij SC Cambuur                |
| ---------------------------------------- | ---------------------------------------- | ---------------------------------------- | ---------------------------------------- | ---------------------------------------- | ---------------------------------------- |
| 1.                                       | 12 november 2021                         | Hongarije − San Marino                   | 4 – 0                                    | WK 2022 kwalificatie                     | 0                                        |
| 2.                                       | 15 november 2021                         | Polen − Hongarije                        | 1 – 2                                    | WK 2022 kwalificatie                     | 0                                        |